# Harakeke Island
Harakeke Island ist eine Insel in der Region Northland vor der Nordinsel von Neuseeland.

## Geographie
Harakeke Island befindet sich mit ihren knapp ein Dutzend kleinen Nachbarinseln rund 340 m östlich vom östlichsten Punkt der Purerua Peninsula entfernt sowie rund 18 km ostnordöstlich von Kerikeri und rund 13 km nordnordöstlich von Waitangi. Die Insel besitzt eine Länge von 590 m in Ost-West-Richtung und eine maximale Breite rund 300 m in Nord-Süd-Richtung. Sie umfasst bei einer maximalen Höhe von 90 m eine Fläche von rund 11,5 Hektar.